# Hrabstwo Iroquois

Piramida wieku hrabstwa

Hrabstwo Iroquois – hrabstwo w USA, w stanie Illinois, według spisu z 2000 roku liczba ludności wynosiła 31 334. Siedzibą hrabstwa jest Watseka.

## Geografia
Według spisu hrabstwo zajmuje powierzchnię 2 896 km², z czego  2 892 km² stanowią lądy, a 4 km² (0,14%) stanowią wody. Pod względem obszaru zajmuje trzecie miejsce w stanie 

### Sąsiednie hrabstwa

Stan Illinois na mapie USA

- Hrabstwo Kankakee – północ
- Hrabstwo Newton – wschód
- Hrabstwo Benton – wschód
- Hrabstwo Vermilion – południe
- Hrabstwo Ford – zachód

## Historia
Hrabstwo Iroquois zostało utworzone w 1833 roku z terenów należących do hrabstwa Vermilion. Swoją nazwę przybrało od indiańskiej konfederacji północnoamerykańskich plemion Irokezów i jest jedynym hrabstwem w Stanach Zjednoczonych Ameryki, którego nazwa wywodzi się od rdzennych mieszkańców Ameryki.
Zanim granice hrabstwa zostały uformowane w dzisiejszej postaci, ziemie przechodziły różne polityczne ewolucje. 
Po przywilejach w statusie z 1609 roku i późniejszym poparciu przez generała George'a Rogera Clarka, Wirginia wniosła żądanie do wszystkiego terenów położonych na północ i na zachód od rzeki Ohio i stworzyła hrabstwo Illinois. W roku 1784, Wirginia zrezygnowała ze swych żądań do terenów. Ten ogromny teren stał się znany jako Teren Północnego Zachodu. Kiedy stan Illinois był nadal częścią Terenu Północnego Zachodu, w roku 1790, powstało nie oficjalnie hrabstwo Iroquois jako część hrabstwa Knox. Stan taki trwał do 3 lutego 1801, kiedy to ziemie Iroquois stały się częścią hrabstwa St. Clair, należąc do terytorium stanu Indiana. Terytorium stanu Illinois zostało utworzone na mocy aktu kongresu 3 lutego 1809 roku. Mimo to aż do 14 września 1812 roku tereny Iroquois były częścią St. Clair. Po tej dacie, ziemie zostały przydzielone Hrabstwu Edwards a w roku 1816 hrabstwu Crawford. W 1818 roku stan Illinois został przyjęty do Unii. W tym czasie miał 15 hrabstw. Pomiędzy rokiem 1818 a 1833 ziemie Iroquois należały zmiennie do hrabstw Clark, Edgar i Vermilion. 26 lutego 1833 roku utworzono oficjalnie hrabstwo Iroquois
Obecne granice hrabstwa zostały ostatecznie utworzone w 1853 roku kiedy to z wydzielonych terenów hrabstwa Iroquois i Will utworzono hrabstwo Kankakee.  
Pierwszą siedzibą władz lokalnych od 1835 było miasto Montgomery, jednakże z powodu nie zadowolenia z lokalizacji siedziby w 1839 roku siedzibę przeniesiono do  Middleport.  
Pierwszym lokalnym budynkiem było więzienie. W 1843 roku rozpoczęto budowę budynku sądu a w 1847 oddano do użytku. 
Ważniejszymi postaciami w historii hrabstwa pochodzenia z plemienia Irokezów byli: 
- Henry Bacon, urodzony w 1866 roku w Watseka, architekt pomnika Lincolna w Waszyngtonie oraz kilku użyteczności publicznej;
- Fern Andre, urodzona w 1893 roku w Watseka, aktorka filmowa w latach 1913–1930;
- Rex Everhart, urodzony w 1920 roku w Watseka, aktor Teatru broadwayowskiego znany z roli Maurice w filmie Disneya Piękna i Bestia.

## Demografia
Według spisu z 2000 roku hrabstwo zamieszkuje 31 334 osób, które tworzą 12 220 gospodarstw domowych oraz 8 712 rodzin. Gęstość zaludnienia wynosi 11 osób/km². Na terenie hrabstwa jest 13 362 budynków mieszkalnych o częstości występowania wynoszącej 5 budynków/km². Hrabstwo zamieszkuje 95,93% ludności białej, 0,71% ludności czarnej, 0,17% rdzennych mieszkańców Ameryki, 0,30% Azjatów, 0,02% mieszkańców Pacyfiku, 2,07% ludności innej rasy oraz 0,79% ludności wywodzącej się z dwóch lub więcej ras, 3,88% ludności to Hiszpanie, Latynosi lub inni.
W hrabstwie znajduje się 12 220 gospodarstw domowych, w których 31,30% stanowią dzieci poniżej 18 roku życia mieszkający z rodzicami, 59,20% małżeństwa mieszkające wspólnie, 8,50% stanowią samotne matki oraz 28,70% to osoby nie posiadające rodziny. 25,20% wszystkich gospodarstw domowych składa się z jednej osoby oraz 13,40% żyje samotnie i ma powyżej 65 roku życia. Średnia wielkość gospodarstwa domowego wynosi 2,51 osoby, a rodziny wynosi 2,99 osoby.
Przedział wiekowy populacji hrabstwa kształtuje się następująco: 25,40% osób poniżej 18 roku życia, 7,10% pomiędzy 18 a 24 rokiem życia, 25,70% pomiędzy 25 a 44 rokiem życia, 23,60% pomiędzy 45 a 64 rokiem życia oraz 18,10% osób powyżej 65 roku życia. Średni wiek populacji wynosi 40 lat. Na każde 100 kobiet przypada 96,10 mężczyzn. Na każde 100 kobiet powyżej 18 roku życia przypada 91,80 mężczyzn.
Średni dochód dla gospodarstwa domowego wynosi 38 071 USD, a średni dochód dla rodziny wynosi 45 417 dolarów. Mężczyźni osiągają średni dochód w wysokości 31 799 dolarów, a kobiety 20 936 dolarów. Średni dochód na osobę w hrabstwie wynosi 18 435 dolarów. Około 6,80% rodzin oraz 8,70% ludności żyje poniżej minimum socjalnego, z tego 11,80% poniżej 18 roku życia oraz 6,70% powyżej 65 roku życia.

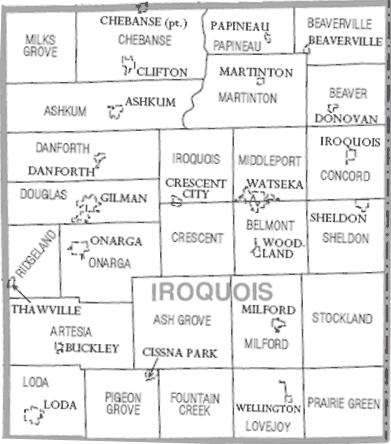
Mapa Hrabstwa Iroquois

## Miasta
- Gilman
- Watseka

## Wioski
- Ashkum
- Beaverville
- Buckley
- Chebanse
- Cissna Park
- Clifton
- Crescent City
- Danforth
- Donovan
- Iroquois
- Loda
- Martinton
- Milford
- Onarga
- Papineau
- Sheldon
- Thawville
- Wellington
- Woodland